# Мерошув (гміна)
Гміна Мерошув (пол. Gmina Mieroszów) — місько-сільська гміна у південно-західній Польщі. Належить до Валбжиського повіту Нижньосілезького воєводства.
Станом на 31 грудня 2011 у гміні проживало 7313 осіб.

## Площа
Згідно з даними за 2007 рік площа гміни становила 76.17 км², у тому числі:
- орні землі: 48.00 %
- ліси: 43.00 %

Таким чином, площа гміни становить 14.81 % площі повіту.

## Населення
Станом на 31 грудня 2011:
| Опис     | Загалом | Загалом | Чоловіки | Чоловіки | Жінки | Жінки |
| -------- | ------- | ------- | -------- | -------- | ----- | ----- |
| одиниця  | осіб    | %       | осіб     | %        | осіб  | %     |
| все      | 7313    | 100     | 3491     | 47.74    | 3822  | 52.26 |
| міське   | 4434    | 100     | 2115     | 47.70    | 2319  | 52.30 |
| сільське | 2879    | 100     | 1376     | 47.79    | 1503  | 52.21 |

## Сусідні гміни
Гміна Мерошув межує з такими гмінами: Боґушув-Ґорце, Чарни Бур, Ґлушиця, Єдліна-Здруй, Каменна Ґура, Любавка, Валбжих.